# Indy Racing League 1998
Indy Racing League 1998 – trzeci sezon amerykańskiej serii wyścigowej IRL. Sezon trwał od 24 stycznia do 11 października. W klasyfikacji generalnej zwyciężył Szwed – Kenny Bräck.

## Kalendarz wyścigów
| Runda | Tor                                  | Data            | Dystans             | Czas        | Zwycięzca     | Pole position | Najdłużej na prowadzeniu | Najszybsze okr. |
| ----- | ------------------------------------ | --------------- | ------------------- | ----------- | ------------- | ------------- | ------------------------ | --------------- |
| 1     | Walt Disney World Speedway           | 24 stycznia     | 200 okr. 200 mil    | 2:06:04.000 | Tony Stewart  | Tony Stewart  | Tony Stewart             | Kenny Bräck     |
| 2     | Phoenix International Raceway        | 22 marca        | 200 okr. 200 mil    | 2:02:18.735 | Scott Sharp   | Jeff Ward     | Tony Stewart             | Tony Stewart    |
| 3     | Indianapolis Motor Speedway          | 24 maja         | 200 okr. 500 mil    | 3:26:40.524 | Eddie Cheever | Billy Boat    | Eddie Cheever            | Tony Stewart    |
| 4     | Texas Motor Speedway                 | 6 czerwca       | 208 okr. 312 mil    | 2:08:45.543 | Billy Boat    | Tony Stewart  | Billy Boat               | Tony Stewart    |
| 5     | New Hampshire International Speedway | 28 czerwca      | 200 okr. 211.6 mili | 1:51:30.262 | Tony Stewart  | Billy Boat    | Tony Stewart             | Davey Hamilton  |
| 6     | Dover International Speedway         | 19 lipca        | 248 okr. 248 mil    | 2:29:49.262 | Scott Sharp   | Tony Stewart  | Scott Sharp              | Greg Ray        |
| 7     | Charlotte Motor Speedway             | 25 lipca        | 208 okr. 312 mil    | 1:58:10.555 | Kenny Bräck   | Tony Stewart  | Kenny Bräck              | Kenny Bräck     |
| 8     | Pikes Peak International Raceway     | 16 sierpnia     | 200 okr. 200 mil    | 1:29:52.649 | Kenny Bräck   | Billy Boat    | Jeff Ward                | Jeff Ward       |
| 9     | Atlanta Motor Speedway               | 29 sierpnia     | 208 okr. 320 mil    | 2:17:15.289 | Kenny Bräck   | Billy Boat    | Scott Goodyear           | Billy Boat      |
| 10    | Texas Motor Speedway                 | 20 września     | 208 okr. 312 mil    | 2:21:53.557 | John Paul Jr. | Billy Boat    | Tony Stewart             | Jeff Ward       |
| 11    | Las Vegas Motor Speedway             | 11 października | 208 okr. 312 mil    | 2:18:19.202 | Arie Luyendyk | Billy Boat    | Arie Luyendyk            | Arie Luyendyk   |

## Klasyfikacja
| Miejsce | Kierowca          | Zespół                         | Podwozie      | Silnik            | Suma punktów | WDW | PHO | IND | TX1 | NHA | DOV | CHA | PIP | ATL | TX2 | LVG |
| ------- | ----------------- | ------------------------------ | ------------- | ----------------- | ------------ | --- | --- | --- | --- | --- | --- | --- | --- | --- | --- | --- |
| 1       | Kenny Bräck       | A.J. Foyt Enterprises          | Dallara       | Oldsmobile Aurora | 332          | 17  | 16  | 29  | 35  | 12  | 20  | 53  | 50  | 50  | 30  | 20  |
| 2       | Davey Hamilton    | Nienhouse Motorsports          | G-Force       | Oldsmobile Aurora | 292          | 35  | 4   | 32  | 26  | 32  | 34  |     | 30  |     |     |     |
| 2       | Davey Hamilton    | Nienhouse Motorsports          | Dallara       | Oldsmobile Aurora | 292          |     |     |     |     |     |     | 26  |     | 40  | 22  | 11  |
| 3       | Tony Stewart      | Team Menard                    | G-Force       | Oldsmobile Aurora | 289          | 52  | 43  |     |     |     | 27  |     |     |     |     |     |
| 3       | Tony Stewart      | Team Menard                    | Dallara       | Oldsmobile Aurora | 289          |     |     | 1   | 19  | 52  |     | 12  | 21  | 30  | 14  | 18  |
| 4       | Scott Sharp       | Kelley Racing                  | Dallara       | Oldsmobile Aurora | 272          | 28  | 43  | 14  | 30  | 35  | 52  | 12  | 19  | 13  | 8   | 18  |
| 5       | Buddy Lazier      | Hemelgarn Racing               | Dallara       | Oldsmobile Aurora | 262          | 15  | 2   | 40  | 19  | 27  | 40  | 17  | 26  | 13  | 28  | 35  |
| 6       | Jeff Ward         | ISM Racing                     | G-Force       | Oldsmobile Aurora | 252          | 40  | 33  | 17  | 13  | 10  | 11  | 40  | 14  | 30  | 35  | 9   |
| 7       | Scott Goodyear    | Panther Racing                 | G-Force       | Oldsmobile Aurora | 244          | 13  | 28  | 6   | 32  | 40  | 28  | 35  | 12  | 34  | 8   | 8   |
| 8       | Arie Luyendyk     | Treadway Racing                | G-Force       | Oldsmobile Aurora | 227          | 24  | 6   | 10  | 17  | 30  | 22  | 32  | 8   | 24  | 2   | 52  |
| 9       | Eddie Cheever     | Team Cheever                   | Dallara       | Oldsmobile Aurora | 222          | 6   | 20  | 52  | 4   | 22  | 14  | 10  | 24  | 35  | 5   | 30  |
| 10      | Marco Greco       | Phoenix Racing                 | G-Force       | Oldsmobile Aurora | 219          | 3   | 10  | 16  | 24  | 17  | 35  | 30  | 28  | 17  | 14  | 25  |
| 11      | John Paul Jr.     | PDM Racing                     | G-Force       | Oldsmobile Aurora | 216          | 20  | 11  |     |     |     |     |     |     |     |     |     |
| 11      | John Paul Jr.     | Team Pelfrey                   | Dallara       | Oldsmobile Aurora | 216          |     |     | 26  |     |     |     |     |     |     |     |     |
| 11      | John Paul Jr.     | Byrd-Cunningham Racing         | G-Force       | Oldsmobile Aurora | 216          |     |     |     | 14  | 4   | 9   | 28  | 15  | 7   | 50  | 32  |
| 12      | Stéphane Grégoire | Chastain Motorsports           | G-Force       | Oldsmobile Aurora | 201          | 32  | 32  | 13  | 5   |     | 30  |     | 32  |     |     | 13  |
| 12      | Stéphane Grégoire | Chastain Motorsports           | Dallara       | Oldsmobile Aurora | 201          |     |     |     |     | 6   |     | 24  |     | 10  | 4   |     |
| 13      | Billy Boat        | A.J. Foyt Enterprises          | Dallara       | Oldsmobile Aurora | 194          | 9   | 37  | 10  | 54  | 12  | –   | –   | 25  | 21  | 19  | 7   |
| 14      | Sam Schmidt       | LP Racing/PCI                  | Dallara       | Oldsmobile Aurora | 186          | 22  | 26  | 4   | 12  | 18  | 13  | 16  | 17  | 15  | 3   | 40  |
| 15      | Mark Dismore      | Kelley Racing                  | Dallara       | Oldsmobile Aurora | 180          | 30  | 14  | 3   | 9   | 24  | 13  | 15  | 11  | 26  | 20  | 15  |
| 16      | Robby Unser       | Team Cheever                   | G-Force       | Oldsmobile Aurora | 176          | –   | –   | 30  | 22  |     | 19  | –   | 18  | 14  | 40  | 14  |
| 16      | Robby Unser       | Team Cheever                   | Dallara       | Oldsmobile Aurora | 176          |     |     |     |     | 19  |     |     |     |     |     |     |
| 17      | Robbie Buhl       | Team Menard                    | G-Force       | Oldsmobile Aurora | 174          | 10  |     |     |     |     |     |     |     |     |     |     |
| 17      | Robbie Buhl       | Team Menard                    | Dallara       | Oldsmobile Aurora | 174          |     | 18  | 1   | 29  | 20  | –   | –   | 25  | 19  | 26  | 26  |
| 18      | Brian Tyler       | Chitwood Motorsports           | Dallara       | Oldsmobile Aurora | 140          | 11  | 13  | –   | –   |     |     |     |     |     |     |     |
| 18      | Brian Tyler       | Team Pelfrey                   | Dallara       | Oldsmobile Aurora | 140          |     |     |     |     | 16  | 18  | 14  | 14  | 9   | 17  | 28  |
| 19      | Buzz Calkins      | Bradley Motorsports            | G-Force       | Oldsmobile Aurora | 134          | 16  | 22  | 20  | 15  | 15  | –   | –   | 6   |     |     |     |
| 19      | Buzz Calkins      | Bradley Motorsports            | Dallara       | Oldsmobile Aurora | 134          |     |     |     |     |     |     |     |     | 2   | 19  | 19  |
| 20      | Raúl Boesel       | McCormack Motorsports          | G-Force       | Oldsmobile Aurora | 132          | 12  | 24  | 11  | 2   | 11  | 16  | 6   | 5   | 20  | 13  | 12  |
| 21      | Greg Ray          | Knapp Motorsports/Genoa Racing | Dallara       | Oldsmobile Aurora | 128          | 5   | 19  | 14  | 40  | –   |     |     |     | 6   | 9   | 5   |
| 21      | Greg Ray          | A.J. Foyt Enterprises          | Dallara       | Oldsmobile Aurora | 128          |     |     |     |     |     | 15  | 15  | –   |     |     |     |
| 22      | Steve Knapp       | ISM Racing                     | G-Force       | Oldsmobile Aurora | 118          | –   | –   | 35  | –   | –   |     |     |     |     |     |     |
| 22      | Steve Knapp       | PDM Racing                     | G-Force       | Oldsmobile Aurora | 118          |     |     |     |     |     | 17  | –   | 16  | 16  | 12  | 22  |
| 23      | Jack Miller       | Crest Racing/SRS               | Dallara       | Nissan Infiniti   | 100          | 7   | –   | 9   | 8   | 14  | 10  | 22  | 7   | 3   | 18  | 2   |
| 24      | Andy Michner      | Chitwood Motorsports           | Dallara       | Oldsmobile Aurora | 92           | –   | –   | 24  | –   | –   | –   |     |     |     |     |     |
| 24      | Andy Michner      | R & S Cars                     | Riley & Scott | Oldsmobile Aurora | 92           |     |     |     |     |     |     | 18  | 13  | 22  | 15  | –   |
| 25      | Stan Wattles      | Metro Racing                   | Riley & Scott | Oldsmobile Aurora | 88           | 8   | –   | 2   | 20  | 13  | –   | –   | –   | 4   | 24  | 17  |
| 26      | Roberto Guerrero  | Pagan Racing                   | Dallara       | Oldsmobile Aurora | 83           | 4   | 3   | 8   | 6   | –   | –   | –   |     |     |     |     |
| 26      | Roberto Guerrero  | Cobb Racing                    | G-Force       | Nissan Infiniti   | 83           |     |     |     |     |     |     |     | 9   | 11  | 32  | 10  |
| 27      | Tyce Carlson      | Immke Racing                   | Dallara       | Oldsmobile Aurora | 73           | 19  | 17  | –   |     |     |     |     |     |     |     |     |
| 27      | Tyce Carlson      | Team Pelfrey                   | Dallara       | Oldsmobile Aurora | 73           |     |     |     | 18  | –   | –   |     |     |     |     |     |
| 27      | Tyce Carlson      | PDM Racing                     | G-Force       | Oldsmobile Aurora | 73           |     |     |     |     |     |     | 19  | –   | –   | –   | –   |
| 28      | Donnie Beechler   | Cahill Racing                  | G-Force       | Oldsmobile Aurora | 71           | –   | –   | 1   | 3   | 10  | –   |     |     |     |     |     |
| 28      | Donnie Beechler   | Cahill Racing                  | Dallara       | Oldsmobile Aurora | 71           |     |     |     |     |     |     | 11  | 20  | 8   | 11  | 7   |
| 29      | Eliseo Salazar    | R & S Cars                     | Riley & Scott | Oldsmobile Aurora | 60           | 18  | 7   | –   | 7   | 28  | –   | –   | –   | –   | –   | –   |
| 30      | Mike Groff        | Byrd-Cunningham Racing         | G-Force       | Oldsmobile Aurora | 56           | 26  | 15  | 15  | –   | –   | –   | –   | –   | –   | –   | –   |
| 31      | Jimmy Kite        | Team Scandia                   | Dallara       | Oldsmobile Aurora | 52           | 14  | 12  | 19  | –   | –   | –   |     |     |     |     |     |
| 31      | Jimmy Kite        | Sinden Racing                  | Dallara       | Nissan Infiniti   | 52           |     |     |     |     |     |     | 7   | –   | –   | –   | –   |
| 32      | J.J. Yeley        | Sinden Racing                  | Dallara       | Oldsmobile Aurora | 50           | –   | 5   | 22  |     |     |     |     |     |     |     |     |
| 32      | J.J. Yeley        | Sinden Racing                  | Dallara       | Nissan Infiniti   | 50           |     |     |     | 11  | 7   | –   | –   | –   | 5   | –   | –   |
| 33      | Jim Guthrie       | ISM Racing                     | G-Force       | Oldsmobile Aurora | 41           | –   | –   | 1   | –   | –   |     |     |     |     |     |     |
| 33      | Jim Guthrie       | Cobb Racing                    | G-Force       | Oldsmobile Aurora | 41           |     |     |     |     |     | 26  | 8   | –   | –   | –   |     |
| 33      | Jim Guthrie       | R & S Cars                     | Riley & Scott | Oldsmobile Aurora | 41           |     |     |     |     |     |     |     |     |     |     | 6   |
| 34      | Jack Hewitt       | PDM Racing                     | G-Force       | Oldsmobile Aurora | 23           | –   | –   | 18  | –   | 5   | –   | –   | –   | –   | –   | –   |
| 35      | Stevie Reeves     | Pagan Racing                   | Dallara       | Oldsmobile Aurora | 20           | –   | –   | –   | –   | –   | –   | 20  | –   | –   | –   | –   |
| 36      | Dave Steele       | RSM Marko                      | Dallara       | Oldsmobile Aurora | 17           | –   | 8   | –   | –   | –   | –   | –   | –   | –   |     |     |
| 36      | Dave Steele       | Panther Racing                 | G-Force       | Oldsmobile Aurora | 17           |     |     |     |     |     |     |     |     |     | 6   | 3   |
| 37      | Billy Roe         | Team Scandia                   | Dallara       | Oldsmobile Aurora | 11           | –   | –   | 1   |     |     |     |     |     |     |     |     |
| 37      | Billy Roe         | Blueprint Racing               | Dallara       | Oldsmobile Aurora | 11           |     |     |     | 10  | –   | –   | –   | –   | –   | –   | –   |
| 38      | Paul Durant       | Cobb Racing                    | G-Force       | Oldsmobile Aurora | 9            | –   | 9   | –   | –   | –   | –   | –   | –   | –   | –   | –   |
| 39      | Scott Harrington  | R & S Cars                     | Riley & Scott | Oldsmobile Aurora | 8            | –   | –   | –   | –   | –   | 8   | –   | –   | –   | –   | –   |
| 40      | Johnny Unser      | Hemelgarn Racing               | Dallara       | Oldsmobile Aurora | 5            | –   | –   | 5   | –   | –   | –   | –   | –   | –   | –   | –   |
| 41      | Robbie Groff      | Blueprint Racing               | Dallara       | Oldsmobile Aurora | 2            | 2   | –   | –   | –   | –   | –   | –   | –   | –   | –   | –   |